# حوزه انتخابیه نهم تگزاس
حوزه انتخابیه نهم تگزاس یک حوزه انتخابیه مجلس نمایندگان آمریکا است که در ایالت تگزاس قرار دارد.